# CA Peñarol
Club Atlético Peñarol je sportovní klub působící v uruguayském hlavním městě Montevideo. Je známý především díky fotbalovému týmu, který hraje nejvyšší uruguayskou soutěž.
Peñarol je nejúspěšnější tým v zemi. Od svého založení v roce 1891 vyhrál padesátkrát ligový titul. Je vítězem prvních dvou ročníků Poháru osvoboditelů, který vyhrál celkem pětkrát a ve své sbírce má i tři triumfy v Interkontinentálním poháru.

## Historie

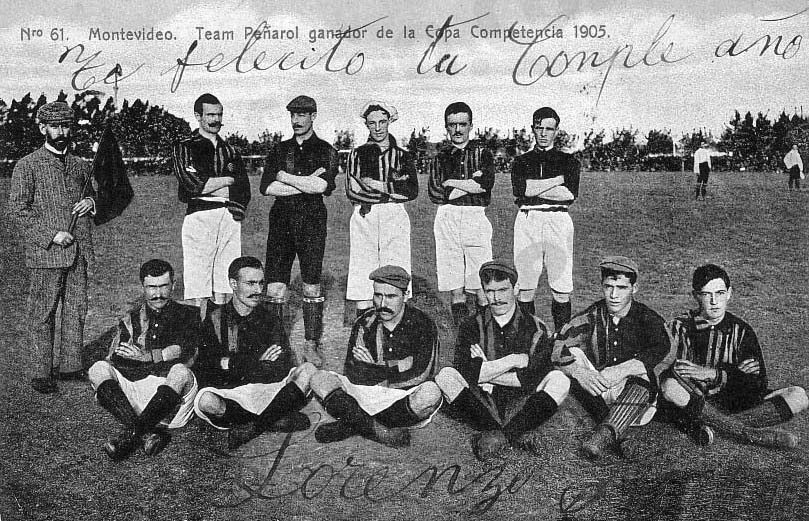
CURCC v roce 1905.

### CURCC
Club Atlético Peñarol je nástupcem Central Uruguay Railway Cricket Clubu, který byl založen 28. září 1891 dělníky britské drážní společnosti Montevideo's Central Uruguay Railway. Kvůli lepší výslovnosti pro španělsky mluvící, byl klub znám jako CURCC nebo Peñarol na počest místního spolku. 

V následujícím roce klub upustil od doposud převažujících sportů ragby a kriketu a začal se věnovat především fotbalu. V roce 1900 byl CURCC jedním ze čtyř klubů zakládajících Uruguayskou ligu, do které vstoupil vítězstvím v poměru 2:1 nad celkem Albion. V témže roce sehrál CURCC první vzájemný zápas s tradičním konkurentem, klubem Nacional. Na konci sezony se klub radoval z prvního titulu, jejž se mu podařilo obhájit i v následujícím ročníku. 

Po sezoně 1911 byla navržena reforma fotbalové sekce CURCC obsahující změnu názvu na Peñarol. Tento návrh byl o dva roky později přijat především kvůli předsudkům členů, kteří nebyli zaměstnanci drážní společnosti. Klub nosí jméno Club Atlético Peñarol oficiálně od 12. března 1914.

### Profesionální éra
V dubnu roku 1932 Uruguayská fotbalová asociace zavedla profesionalismus. První ligový ročník v nové éře vyhrál Peñarol, který zvítězil v sedmnácti ze sedmadvaceti zápasů. Na přelomu 50. a 60. let dokázal Peñarol, dodnes jako jediný, vyhrát pět ligových titulů v řadě, což se mu povedlo i v devadesátých letech.

### Jihoamerický a světový šampion

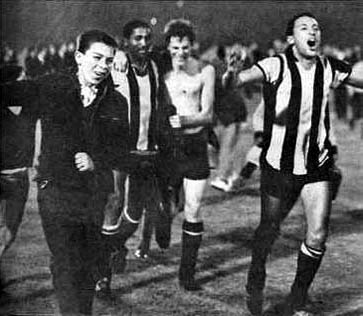
Hráči Peñarolu po vítězství v Poháru osvoboditelů 1966.

Díky ligovému vítězství v roce 1959 se Peñarol kvalifikoval jako uruguayský mistr do prvního ročníku Poháru mistrů Jižní Ameriky, ve kterém postupně vyřadil bolivijský Club Jorge Wilstermann, argentinské San Lorenzo a ve finále 1:0 a 1:1 Paraguayský Club Olimpia. V následném Interkontinentálním poháru nestačil Peñarol na španělský Real Madrid, když na Estadio Centenario branka nepadla a v odvetě v Madridu vyhráli domácí 5:1.
Ještě úspěšněji si na mezinárodní úrovni počínal Peñarol v následující sezoně, když ve finále Copa libertadores přehrál 1:0 a 1:1 brazilský SE Palmeiras. Navíc získal i premiérový triumf v Interkontinentálním poháru po vítězství nad lisabonskou Benficou.
V roce 1966 si tyto úspěchy zopakoval. Ve finále Poháru osvoboditelů natřikrát udolal argentinské CA River Plate a poté Realu Madrid oplatil šest let starou porážku, když zvítězil 2:0 doma i v odvetě na Estadio Santiago Bernabéu.
Další úspěšný rok zažil klub v roce 1982, kdy ho v poháru osvoboditelů nedokázal zastavit ani finálový soupeř Cobreloa z Chile. 12. prosince pak v Tokiu porazil i anglickou Aston Villu a získal tak svůj třetí Interkontinentální pohár.
V roce 1987 triumfoval Peñarol zatím naposledy v Copa libertadores. Tentokrát přehrál kolumbijský klub América de Cali.

## Stadion
Přestože má Peñarol vlastní stadion Estadio Contador Damiani pro 12 000 diváků, hraje své domácí zápasy na stadionu Estadio Centenario, který byl hostitelem MS 1930 (tehdy pro 100 000 diváků) a ve svých útrobách pojme více než 65 000 fanoušků.

## Úspěchy
Domácí
- 52× vítěz 1. uruguayské ligy[2]
  - 11× amatérská éra
    - 9× oficiální (AUF) (1900, 1901, 1905, 1907, 1911, 1918, 1921, 1928, 1929)
    - 1× liga svazu FUF (1924)
    - 1× slučovací liga AUF a FUF (1926)

  - 41× profesionální éra (1932, 1935, 1936, 1937, 1938, 1944, 1945, 1949, 1951, 1953, 1954, 1958, 1959, 1960, 1961, 1962, 1964, 1965, 1967, 1968, 1973, 1974, 1975, 1978, 1979, 1981, 1982, 1985, 1986, 1993, 1994, 1995, 1996, 1997, 1999, 2003, 2009/10, 2012/13, 2015/16, 2017, 2018)

Mezinárodní
- 5× vítěz Poháru osvoboditelů (1960, 1961, 1966, 1982, 1987)[1]
- 3× vítěz Interkontinentálního poháru (1961, 1966, 1982)[1]